# Elwira Chochlowa
Elwira Chochlowa, russisch Эльвира Хохлова, wiss. Translit. Ėl'vira Chochlova, auch in der englischen Schreibung Elvira Khokhlova, (* vor 1970) ist eine russische Opernsängerin mit der Stimmlage Sopran.

## Leben
Chochlowa absolvierte ihre Gesangsausbildung an der Gnessin-Musikakademie Moskau, die sie 1996 abschloss. Bereits während ihres Studiums wurde sie 1994  festes Ensemblemitglied der Neuen Oper in Moskau, wo sie als Lucrezia in Il due Foscari debütierte. Dort sang sie zudem Partien wie Gilda in Rigoletto, Violetta in La Traviata, Xenia in Boris Godunow,  Nedda in Pagliacci und Maria Stuarda in der gleichnamigen Oper. 2005 trat sie bei den Opernfestspielen in La Palma als Gilda auf.
Chochlowa sang als Gast am Theater Duisburg 2003 die Titelpartie in Norma. Am Theater Ulm übernahm sie ebenfalls die Rolle der Norma (Spielzeit 2003/2004) sowie die Titelpartie in Lucia di Lammermoor (2004/2005). An der Oper Monte Carlo sang sie u. a. 2001 die Brigitta in Peter Tschaikowskys Oper Jolanthe. 2008 war sie zu Gast beim Birgitta-Festivals in Tallinn.
Ein weiterer Schwerpunkt ihres Wirkens sind Kunstlieder, sie gibt zahlreiche Konzert- und Liederabende.